# Elena Aleksandrovna Kostjukovič
Elena Aleksandrovna Kostjukovič (Kiev, 1958) è una scrittrice, saggista e traduttrice ucraina con cittadinanza italiana.

## Biografia
È nata a Kiev in Ucraina da una famiglia ebraica russofona e di origine russa e ucraina. Una parte della sua famiglia fu vittima del massacro di Babi Yar da parte dei nazisti. Riguardo l'accusa all'Ucraina odierna di ospitare formazioni militari neonaziste come il Battaglione Azov ha dichiarato: 
L'interesse della Kostioukovitch per la letteratura risale agli anni dell'infanzia, sotto l'influenza del nonno, lo scrittore e pittore russo Leonid Volynski (Sette giorni, Mosca, 1956). Cresciuta a Kiev e successivamente a Mosca, frequenta figure artistiche e letterarie, in particolare i dissidenti sovietici Viktor Nekrasov e Aleksandr Arkad'evič Galič.
All'età di 17 anni, la Kostioukovitch entra alla Università Statale di Mosca M.V. Lomonosov, dove si laurea con lode nel 1980 con una tesi su L'Adone di Giambattista Marino. In seguito consegue un dottorato di ricerca sull'estetica del barocco italiano. Tra il 1980 e il 1988 è responsabile della rubrica italiana della rivista Contemporary Foreign Fiction.
Nel 1988 si trasferisce in Italia per insegnare letteratura russa e tecnica della traduzione letteraria: prima all'Università di Trento, poi alla Scuola Interpreti e Traduttori di Trieste e infine all'Università di Milano, città nella quale risiede.
È curatrice delle collane russe per le case editrici italiane Bompiani (dal 1988) e Frassinelli (dal 1996). Ha curato la diffusione in Italia di alcuni autori russi tra cui Ljudmila Ulickaja, Boris Akunin, Nina Lugovskaja (Nina's Diary - Russian Anna Frank) e Saša Sokolov, autore di La scuola degli sciocchi (Salani).
Al crollo dell'Unione Sovietica nel 1991, prende la cittadinanza ucraina.
Ha curato Le radici della cultura russa dell'accademico Dmitrij Sergeevič Lichačëv, nonché la versione italiana di un dattiloscritto salvato dagli archivi del KGB, uscito in Italia con il titolo Racconti e storielle degli Ebrei (Milano, Bompiani, 2002). Ha scritto varie voci sulle opere degli scrittori russi per il Dizionario Bompiani delle opere e dei Personaggi (2004).
La Kostioukovitch ha introdotto molti nuovi autori russi ai lettori italiani e internazionali. Nel 2000 ha fondato l'Agenzia letteraria Elkost, che gestisce i diritti editoriali mondiali di importanti autori russi come Lyudmila Ulitskaya, Sasha Sokolov, Boris Akunin, Elena Rzhevskaya, Andrey Volos, Dina Rubina, Aleksandr Kabakov, Vladimir Kantor, Marina Vishnevetskaya e Leonid Yuzefovitch, oltre che dell'autore di bestseller per bambini Grigory Oster e altri.
Ha inoltre promosso la cultura russa in Italia e la cultura italiana in Russia in vari festival ed eventi, tra cui il Festival del Libro di Mantova, le Giornate Culturali in Auditorium (Roma), il Festival Prima Vista (Tartu, Estonia), il Festival della Scienza Genova, il Festival Letterario di Montpellier, il Babel Festival Bellinzona, la Fiera del Libro Non Fiction di Mosca, la Fiera Internazionale del Libro di Torino e la Fiera del Libro di Francoforte.
Fa parte del comitato scientifico del ramo italiano di Memorial, associazioni insignita del premio Nobel per la pace nel 2022.
Nel 2022 si è schierata contro l'invasione russa dell'Ucraina.

## Traduzioni
Come italianista, si è occupata delle traduzioni ed edizioni dell'Orlando furioso di Ludovico Ariosto, del Cannocchiale aristotelico di Emanuele Tesauro, degli Scherzi di Giuseppe Giusti, e dei
Promessi sposi di Alessandro Manzoni. Le sue traduzioni di poesia italiana contemporanea sono inserite in un'antologia dedicata al XX secolo (Strofe del Secolo, Mosca, 1998).
Nel 1988 traduce Il nome della rosa di Umberto Eco, un lavoro sperimentale che acquista molta popolarità in Russia e diventa oggetto di analisi critiche e tesi di laurea, anche nelle Università italiane. Diventa così la traduttrice ufficiale di Eco in russo, lavorando sulle sue opere successive, tra cui otto libri di saggistica e i romanzi (Il pendolo di Foucault, L'isola del giorno prima, Baudolino, La misteriosa fiamma della regina Loana, Il cimitero di Praga e Numero zero). Ha inoltre curato l'intera collana di storia dell'arte di Umberto Eco (Sulla bellezza, Sulla bruttezza, Vertigine della lista, Il libro delle terre leggendarie, Sulle spalle dei giganti, ecc.).

## Saggi e romanzi
Nel 2006 pubblica il libro sul ruolo universale del cibo nella cultura italiana attraverso le regioni e lungo i secoli, Perché agli italiani piace parlare del cibo (Milano, Frassinelli), che contemporaneamente esce in Russia con il titolo Eda. Ital'janskoe sčast'e ("Il cibo. Una fortuna italiana"). Il libro, tradotto in 18 lingue, è utilizzato come guida gastronomica per conoscere le regioni italiane dalla National Geographic Society di Mosca.
Nel 2009 cura l'edizione italiana delle memorie di Evfrosinija Antonovna Kersnovskaja, pubblicate per Bompiani con il titolo Quanto vale un uomo. Il suo racconto, arricchito dalle illustrazioni dell'autrice, costituisce una rara testimonianza visiva della vita nei Gulag staliniani, dato che non esistono filmati di questo capitolo oscuro della storia umana.
Nel 2013 esce il suo romanzo Zwinger, casa editrice Corpus, gruppo AST, Mosca. Nel romanzo, pubblicato in Italia nel 2014 e in Ucraina nel 2022, s'intrecciano una spy story moderna (ambientata nel 2005 alla Fiera del libro di Francoforte) e vicende storiche (ambientate nel finire della seconda guerra mondiale) basate sull'archivio familiare dell'autrice: suo nonno Leonid Volynski è stato infatti uno degli equivalenti sovietici dei "Monuments Men" che ha condotto la ricerca dei tesori della Pinacoteca di Dresda nascosti dai nazisti.
Nel 2022 pubblica Nella mente di Vladimir Putin, un'analisi dell'ideologia russa che ha portato alla guerra in Ucraina. Il libro è stato tradotto in tedesco, ungherese, lettone, e polacco.
Nel 2025 pubblica Kyiv. Una fortezza sopra l'abisso con La Nave di Teseo. Attraverso uno stile che intreccia storia, letteratura, cultura e memorie personali, il libro ripercorre la turbolenta storia di Kyiv, dalle invasioni mongole alla devastazione della Rivoluzione Russa, fino all’attuale guerra russo-ucraina. 

## Premi
- Premio "Gogol in Italia" (2012)
- Finalista IACP Cookbook Award (2010).
- Premio Nazionale per la Traduzione del Ministero della Cultura (2007).[18]
- Premio Letterario Internazionale "Città di Chiavari" (2007).
- "Premio Bancarella della Cucina" (2007).
- "Welcome" dell'Associazione Nazionale Ristoratori e Alberghieri della Russia (2005).
- “Grinzane Cavour" Mosca (2004).
- "Zoil" (1999).
- "Migliore traduzione dell'anno" (1988).